# 长鳍天竺鲷
长鳍天竺鲷（学名：Archamia macropterus）为天竺鲷科长鳍天竺鲷属的鱼类。分布于红海、非洲东岸、印度、斯里兰卡、印度尼西亚、菲律宾、昆士兰以及中国南海等海域。该物种的模式产地在爪哇。